# Rohwedder – Einigkeit und Mord und Freiheit
Rohwedder – Einigkeit und Mord und Freiheit ist eine deutsche True-Crime-Dokumentar-Miniserie der gebrueder beetz filmproduktion aus dem Jahr 2020, die am 25. September 2020 von Netflix als Netflix Original veröffentlicht wurde. Im Mittelpunkt steht Detlev Rohwedder, der 1991 in seinem Haus in Düsseldorf ermordet wurde.

## Handlung
Am Ostersonntag, den 1. April 1991 fallen drei Schüsse im Düsseldorfer Villenviertel Niederkassel, Ziel ist ein Fenster des Obergeschosses des Hauses des Treuhand-Chefs Detlev Rohwedder. Der erste Schuss trifft Rohwedder selbst, der sofort tot ist. Der zweite Schuss verletzt seine Frau, der dritte dringt in ein Bücherregal ein. Die Täter flüchten unerkannt und konnten bis heute nicht zweifelsfrei identifiziert werden, die RAF bekennt sich zum Verbrechen, auch sprechen Indizien für eine Täterschaft der RAF. Trotzdem bringen Theorien neben der RAF auch ehemalige Stasi-Mitarbeiter oder einen vom deutschen Staat angeheuerten Killer als Täter mit dem Verbrechen in Zusammenhang.

## Besetzung
In den fiktionalen Szenen spielen:
- Alfred Hartung: Günther Classen
- Tobias Kasimirowicz: Gerd Korinthenberg
- Beate Malkus: Birgit Hogefeld
- Peter Miklusz: Hauptmann
- Tom Pilath: Wolfgang Grams
- Olli Reissig: Oberleutnant

Wissenschaftliche Beratung fand durch den Historiker Marcus Böick statt (Die Treuhand. Idee – Praxis – Erfahrung 1990–1994. Wallstein Verlag, Göttingen 2018.)
Als Interviewpartner konnten gewonnen werden:
- Rainer Hofmeyer, ehemaliger Leiter der Abteilung Terrorismusbekämpfung im Bundeskriminalamt
- Winfried Ridder, ehemaliger RAF-Experte beim Bundesamt für Verfassungsschutz
- Lutz Taufer, ehemaliges RAF-Mitglied
- Silke Maier-Witt, ehemaliges RAF-Mitglied
- Günther Classen, Polizeireporter in Düsseldorf
- Peter Bachsleitner, ehemaliger persönlicher Referent und Büroleiter des Präsidenten der Treuhandanstalt Detlev Rohwedder
- Theo Waigel, ehemaliger Bundesminister der Finanzen
- Willi Fundermann, ehemaliger Pressesprecher des BKA
- Dieter Fox, ehemaliger Bundespolizeibeamter
- Michael Hoffman-Becking, deutscher Rechtsanwalt
- Christa Luft, ehemalige Wirtschaftsministerin der DDR
- Peter-Michael Diestel, MdB, ehemaliger Minister des Inneren der DDR
- Thilo Sarrazin, Bundesfinanzministerium, ehemaliger Referatsleiter Innerdeutsche Beziehungen

## Hintergrund
Rohwedder – Einigkeit und Mord und Freiheit ist eine Produktion der Gebrueder Beetz Filmproduktion und entstand unter der Federführung von Christian Beetz. Die Dreharbeiten fanden von November 2018 bis Februar 2020 in Berlin und Frankfurt unter der Regie von Jan Peter und Georg Tschurtschenthaler statt. Der Schnitt fand in Berlin und Sankt Petersburg unter der Regie von Georg Tschurtschenthaler statt. Neben den fiktionalen Szenen und den geführten Interviews wurde mit Archivmaterial aus 24 Archiven, unter anderem aus dem Archiv des Bayerischen Rundfunks, der CBS News, des ZDF, der BBC News und Material aus dem Deutschen Rundfunkarchiv gearbeitet.
Rohwedders Frau Hergard Rohwedder war ursprünglich als Interviewpartnerin vorgesehen, verstarb jedoch während der Produktion.
Die Serie ist die erste deutsche Dokumentarserie im Programm von Netflix und wurde ins Englische, Französische, Türkische und Italienische synchronisiert.

## Episodenliste
| Nr.                                                                           | Originaltitel | Regie                               | Drehbuch                                                            |
| ----------------------------------------------------------------------------- | ------------- | ----------------------------------- | ------------------------------------------------------------------- |
| 1                                                                             | Märtyrer      | Jan Peter, Georg Tschurtschenthaler | Christian Beetz, Martin Behnke, Georg Tschurtschenthaler, Jan Peter |
| 2                                                                             | Kapitalist    | Jan Peter, Georg Tschurtschenthaler | Christian Beetz, Martin Behnke, Georg Tschurtschenthaler, Jan Peter |
| 3                                                                             | Besatzer      | Jan Peter, Georg Tschurtschenthaler | Christian Beetz, Martin Behnke, Georg Tschurtschenthaler, Jan Peter |
| 4                                                                             | Opfer         | Jan Peter, Georg Tschurtschenthaler | Christian Beetz, Martin Behnke, Georg Tschurtschenthaler, Jan Peter |
| Alle Folgen wurden weltweit am 25. September 2020 auf Netflix veröffentlicht. |               |                                     |                                                                     |

## Rezeption
Die TAZ beleuchtet den Blick auf die Opfer der deutschen Wiedervereinigung. Anja Maier hebt in ihrer Rezension den feministischen Blick auf die Ostfrauen hervor. „Es sind nämlich die Szenen mit den Frauen, die nach dreißig Jahren immer noch unter die Haut gehen. Sie, deren Betriebe von der Treuhand verkauft oder geschlossen werden, schauen in die Kamera. Sie haben Angst, sie sind aggressiv, manche weinen. Es sind andere Bilder als die von den tuckernden Trabis und den feiernden Menschen.“
Oliver Kaever schreibt für Der Spiegel, „Im Stil einer True-Crime-Serie erzählt er von den Brüchen und Umbrüchen der deutschen Einheit – mitreißend, meinungsstark und gespenstisch“. Das wirklich Gute der Serie sei, wie die Ermordung von Rohwedder dazu genutzt werde, Themen darzustellen, die weit über die Ermordung hinaus gehen. Sie sei „eine gespenstische Reise zu dem Riss, der die Wiedervereinigung für viele Menschen in Wahrheit immer noch ist“, und erkläre, weshalb in den neuen Bundesländern die Zustimmung zur „Demokratie als Staatsform deutlich geringer ausfällt als im Westen.“ Besonders lobt Kaever die „mitreißenden Schnitt-Collagen“, die sichtbar machen, „wie sich bei vielen Ostdeutschen das Gefühl breit machte, über den Tisch gezogen worden zu sein.“
Joachim Käppner ist in der Süddeutschen Zeitung kritischer und moniert, dass in der Serie sowohl Experten als auch „solche, die nur fürs Leben gern Experten wären“, mit gleicher Gewichtung zu Wort kommen und Fakten außer Acht gelassen werden. So spricht seiner Meinung nach viel für eine Täterschaft der RAF, wenig für ehemalige Stasi-Mitglieder und nichts für einen vom deutschen Staat angeheuerten Killer, trotzdem würden diese drei Szenarien gleichwertig behandelt. Seiner Meinung nach bilden die ersten beiden Folgen „eine kraftvolle, sehenswerte Dokumentation“, Folge drei und vier hätte man sich sparen können.
Die Netflix-Miniserie "Rohwedder" beleuchtet den Mord an Detlev Rohwedder, dem Leiter der Treuhandanstalt nach dem Mauerfall. Sie wirft Fragen auf, ob die RAF oder andere Kreise hinter dem Attentat stecken könnten. Die Doku zeigt nachgespielte Mordtheorien, ohne eindeutige Schlüsse zu ziehen. Stattdessen fokussiert sie sich auf historische Hintergründe und politische Entwicklungen nach der Wiedervereinigung Deutschlands. Die Serie reflektiert über Identitätspolitik und die Auswirkungen des Neoliberalismus im Osten Deutschlands.„Mit historischem Filmmaterial und Zeitzeugenberichten beleuchtet die Doku politische Entwicklungen nach der Wiedervereinigung Deutschlands.“ (Martin Eimermacher: Die Zeit, Nr. 41/2020).
Ursula Scheer hebt in der Frankfurter Allgemeinen Zeitung die Interviewpartner hervor und schreibt, dass die Auswahl „beachtlich, kontrastreich und mit Reizfiguren gespickt“ sei, auch sie stellt fest, dass sich die Dokumentation mehr auf die Stimmung im Land als auf die Aufklärung des Verbrechens fokussiere.

### Auszeichnungen
Berlin Series Festival 2020
- Auszeichnung als Beste Doku-Serie 2020 – Int. Berlin Series Festival[11]